# پن د پاسکوا
پن د پاسکوا (اسپانیایی: Pan de Pascua‎) یک نوع کیک شیلیایی است که زمان کریسمس تهیه می‌شود. هرچند که واژه "Pascua" به معنای پسح یا عید پاک می‌شود، اما معنای کریسمس و خاج‌شویان نیز دارد. این کیک به کیک اسفنجی مزه‌دار شده با زنجبیل و عسل شباهت دارد. معمولاً این خوراک را با میوه آب‌نباتی ، کشمش ، گردو و بادام تهیه می‌کنند.